# Bledius diota
Bledius diota är en skalbaggsart som beskrevs av Jørgen Matthias Christian Schiødte 1866. Bledius diota ingår i släktet Bledius, och familjen kortvingar. Enligt den finländska rödlistan är arten akut hotad i Finland. Arten är reproducerande i Sverige. Artens livsmiljö är sandstränder vid Östersjön.